# Batalla de Richmond (1862)
La batalla de Richmond se libró entre el 29 y 30 de agosto de 1862 en Kentucky. Fue el primer enfrentamiento importante de la Campaña Heartland confederada y terminó con una victoria total confederada sobre las fuerzas unionistas que, al contrario de las fuerzas confederadas, estaban faltas de experiencia. Muchos estudiosos la consideran  la victoria más completa de un bando sobre el otro durante la Guerra de Secesión.

## Preludio
El 31 de julio de 1862, el mayor general confederado Kirby Smith viajó de Knoxville a Chattanooga, Tennessee, para reunirse con el recién nombrado comandante del Ejército del Misisipi, el general Braxton Bragg. Allí, los dos generales desarrollaron planes al día siguiente para poner fin a la serie de éxitos federales en el oeste por el río Misisipi durante la primera mitad del año mediante el lanzamiento de una doble invasión de Kentucky.
Después de sus reuniones, Smith regresó a Knoxville y comenzó a preparar sus fuerzas para la ofensiva planeada. El 14 de agosto de 1862, se dirigió al norte de Knoxville con una fuerza de aproximadamente 16.000 soldados. Dos días después, Smith atravesó Cumberland Gap hacia el sur de Kentucky. Smith dejó aproximadamente a 9000 soldados para proteger la brecha y las comunicaciones hacia Chatanooga y se dirigió al norte con 6000 soldados de infantería experimentados y 850 soldados de caballería que pronto se conocerían como el Ejército de Kentucky.
El 18 de agosto de 1862, el ejército de Smith entró en Barbourville, Kentucky, y descubrió que estaban en territorio hostil. Con pocas perspectivas de recibir consuelo o suministros muy necesarios de los ciudadanos locales, Smith decidió marchar a Lexington. El general de brigada Patrick R. Cleburne lideró el avance con la caballería del coronel John S. Scott al frente. Esa caballería rebelde mandado por Scott avanzaba hacia el norte desde Big Hill, que tomaron antes el 23 de agosto. Lo hicieron en dirección a Richmond, Kentucky. Una vez llegado allí exigieron la rendición de la ciudad. Fue allí donde se encontraron con un número superior de soldados de la Unión y comenzó así una escaramuza, por lo que tuvo que retirarse otra vez hacia el ejército confederado.
Entonces, con la brigada de infantería del general de brigada Patrick R. Cleburne y la caballería del coronel John S. Scott a la cabeza, el ejército de Kentucky se dirigió hacia el norte por Old State Road.

## La batalla
El 29 de agosto, cuando Cleburne recibió informes de que tropas de la Unión se dirigían hacia él, envió a la caballería de Scott por delante durante la mañana para investigar. Mientras luchaba con los piquetes de la Unión, Scott descubrió una gran fuerza federal a unas quince millas al norte, cerca de Richmond. La fuerza de la Unión frente a Cleburne y Scott era el Ejército de Kentucky del mayor general William “Bull” Nelson, que comprendía dos brigadas de infantería comandadas por el general de brigada Mahlon Dickerson Manson y el general de brigada Charles Cruft, además de una brigada de caballería comandada por el general de brigada James S. Jackson. Debido a que Nelson estaba fuera, Manson tenía el mando de campo de los 6.800 federales en Richmond.
En la tarde del 29 de agosto de 1862, mientras Nelson estaba en Lexington, la brigada de Manson se encontró con los elementos principales del ejército de Smith al sur de Richmond. A pesar de las instrucciones anteriores de Nelson de retroceder en lugar de arriesgarse a un enfrentamiento general, Manson decidió atacar a Smith a la mañana siguiente. Por otro lado, Smith optó por hacer lo mismo. Ordenó a Cleburne atacar por la mañana, asegurándole que la división de Churchill lo reforzaría.
Después del mediodía, la artillería y la infantería de la Unión se unieron a la refriega, lo que obligó a la caballería confederada de Scott a retirarse a Big Hill. En ese momento, el general de brigada Mahlon D. Manson, quien comandaba las fuerzas de la Unión en el área, ordenó que una brigada marchara a Rogersville, hacia los rebeldes. La lucha por el día se detuvo después de que las fuerzas de persecución de la Unión se enfrentaran brevemente con los hombres de Cleburne al final de la tarde.
Esa noche, Manson informó a su superior, el mayor general William Nelson, de su situación y ordenó que otra brigada estuviera lista para marchar en apoyo, cuando fuera necesario. Mientras tanto Kirby Smith ordenó a Cleburne que atacara por la mañana y prometió apresurar los refuerzos (división de Churchill).
Cleburne partió al día siguiente temprano, marchando hacia el norte, pasó por Kinston. Dispersó a los escaramuzadores de la Unión y se acercó a la línea de batalla de Manson cerca de la Iglesia Zion. A medida que avanzaba el día, tropas adicionales se unieron a ambos lados.
La batalla comenzó con un duelo de artillería que duró duró dos horas. Después los rebelde lanzaron un ataque concertado contra la derecha de la Unión, que estaba lleno de soldados no experimentados. Por esa razón los federales tuvieron que ceder. Retirándose a Rogersville, los unionistas hicieron otra resistencia inútil en su antiguo vivac. Por la misma razón tuvieron que retirarse, esta vez de forma desorganizada. 
Para entonces, Smith y Nelson ya habían llegado y tomado el mando de sus respectivos ejércitos. Nelson reunió entonces a algunas tropas en el cementerio en las afueras de Richmond en un último intento de revertir las cosas aprovechándose que los confederados no los estaban persiguiendo en ese momento. Sin embargo los federales fueron derrotados más tarde otra vez por la misma razón una vez que los confederados volvieron a avanzar otra vez contra los unionistas, esta vez bajo el mando de Smith. Esta vez la derrota fue total y el desastre se había así completado. Solo Nelson y algunos hombres pudieron escapar, mientras que la caballería confederada, enviada por Smith hacia el norte para cortar la retirada unionista, capturó al grueso de las tropas federales al norte de Richmond.

## Consecuencias
Los confederados capturaron en el campo de batalla aproximadamente a 4000 soldados federales de los 6.800 que lucharon allí. Entre los prisioneros también estuvo Manson. Fue la victoria más completa de la Confederación durante la guerra y el único caso donde una fuerza federal dejó de existir después de la batalla. Gracias a ella el camino al norte estaba abierto. Llevó a la captura de Lexington el 1 de septiembre y a la toma de Frankfort, la capital de Kentucky, al día siguiente, la única capital de un estado de la Unión que cayó durante la guerra.